# روکازکا
روکازکا (به ایتالیایی: Roccasecca) یک کومونه در ایتالیا است که در استان فروزینونه واقع شده‌است. روکازکا ۴۳ کیلومتر مربع مساحت و ۷٬۴۷۷ نفر جمعیت دارد و ۲۴۵ متر بالاتر از سطح دریا واقع شده‌است.

## خواهرخوانده
شهرهای Croissy-Beaubourg، پریورنو و بلاسترو خواهرخوانده‌های روکازکا هستند.